# Марші Республіки

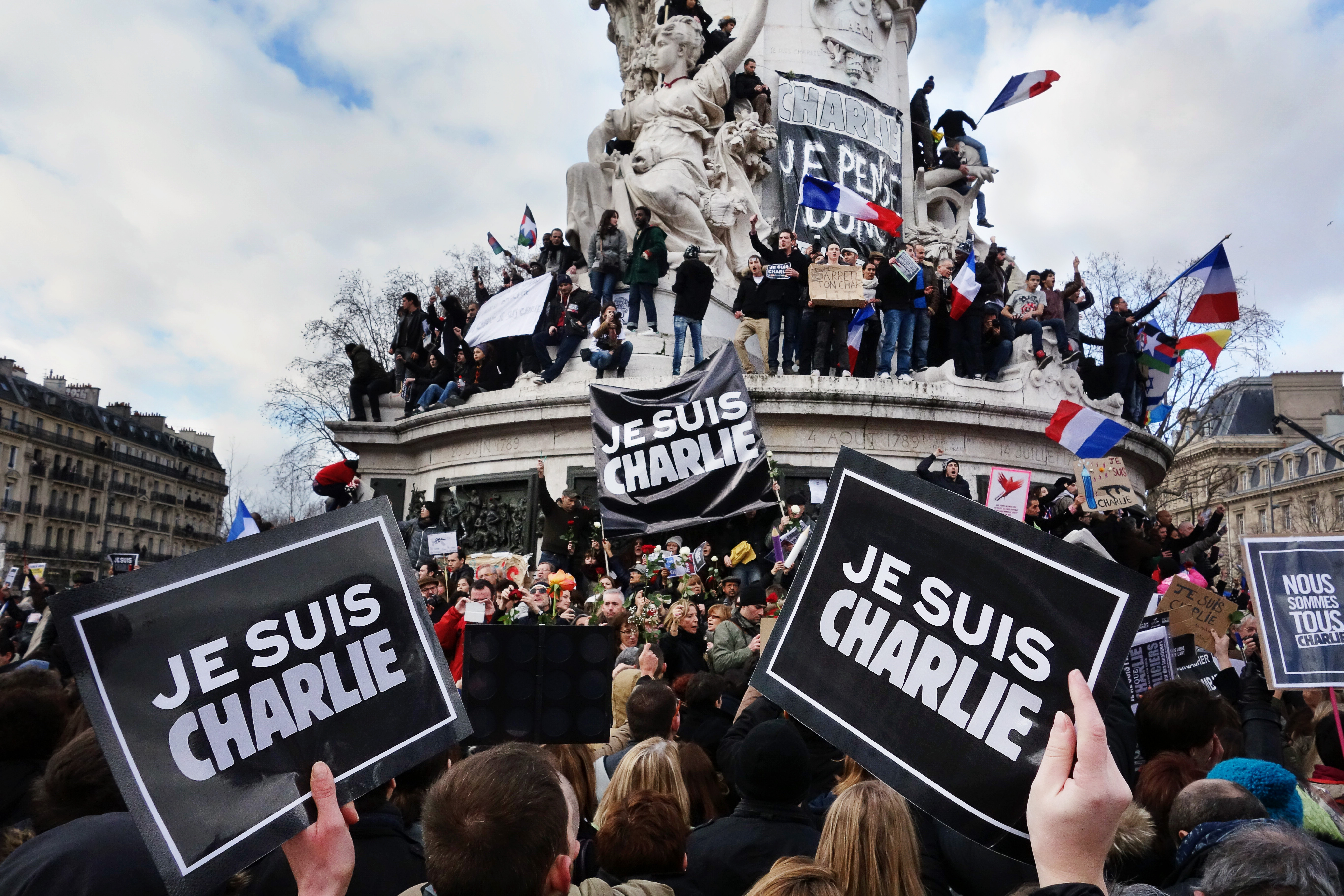
Демонстрації на Площі Республіки, Париж, 11 січня 2015

Марші Республіки (фр. marches républicaines) — серія масових виступів у великих містах Франції, 10 — 11 січня 2015, а також значно менші по всьому світі. Виступи були присвячені пам'яті загиблих журналістів та карикатуристів Charlie Hebdo, а також пам'яті загиблих в інциденті із заручниками в магазині Porte de Vincennes і на підтримку свободи слова. Загалом в акціях взяли участь до 3,7 мільйона осіб у Франції і до 100 000 у решті світу, взяло участь 40 світових лідерів, що робить їх наймасовішими з 1944 року, коли відзначали звільнення Парижа від нацистів та закінчення Другої світової війни.

## Головні події

### 10 січня

#### Франція
- Тулуза: 150 000-180 000 [4]
- Нант: 75 000
- Марсель: 45 000
- Страсбург: 45 000
- Лілль: 35 000-40 000
- Безансон: 30 000
- Ніцца: 30 000
- Лімож: 30 000
- По: 30 000
- Орлеан: 22 000
- Ажен: 13 000
- Гавр: 10 000

#### У світі
- Брюссель: 3 000
- Амстердам: 18 000 (8 січня)
- Нью-Йорк: 2 000
- Сан-Франциско: 500
- Бостон: 1 000

### 11 січня

#### Франція

Марші Республіки у Франції 11 січня 2015
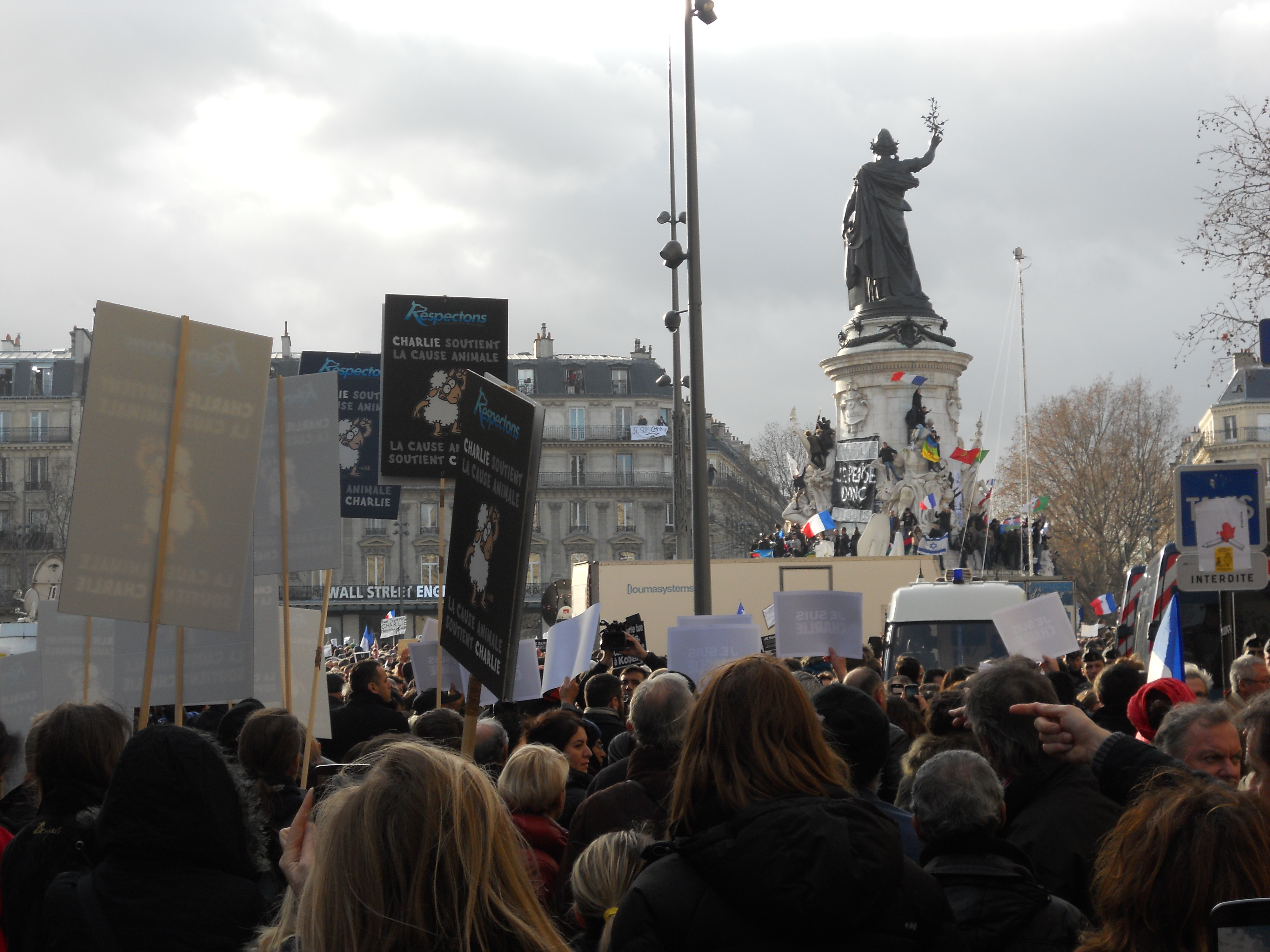
На площі Республіки в Парижі на початку маршу.
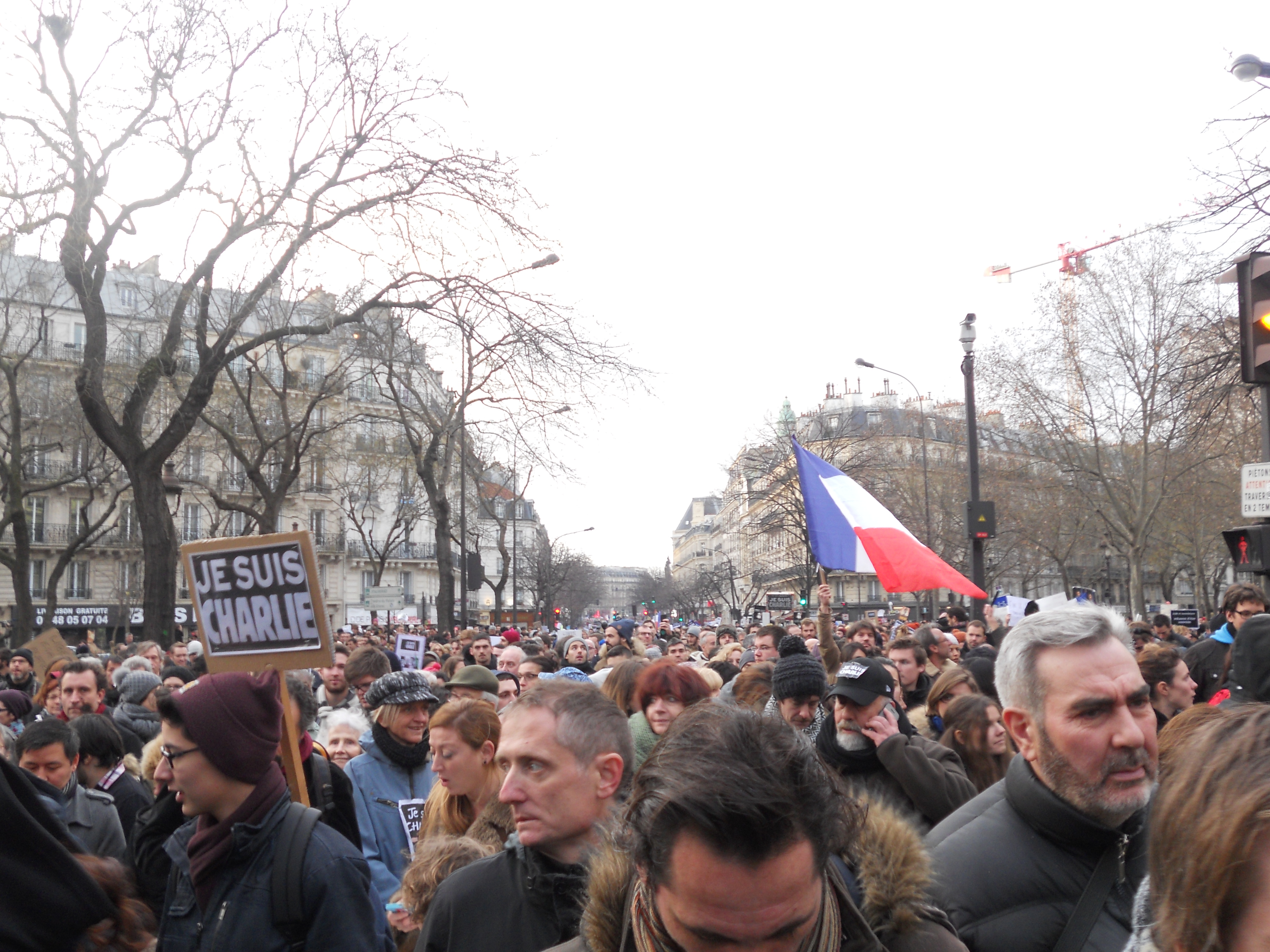
Paris
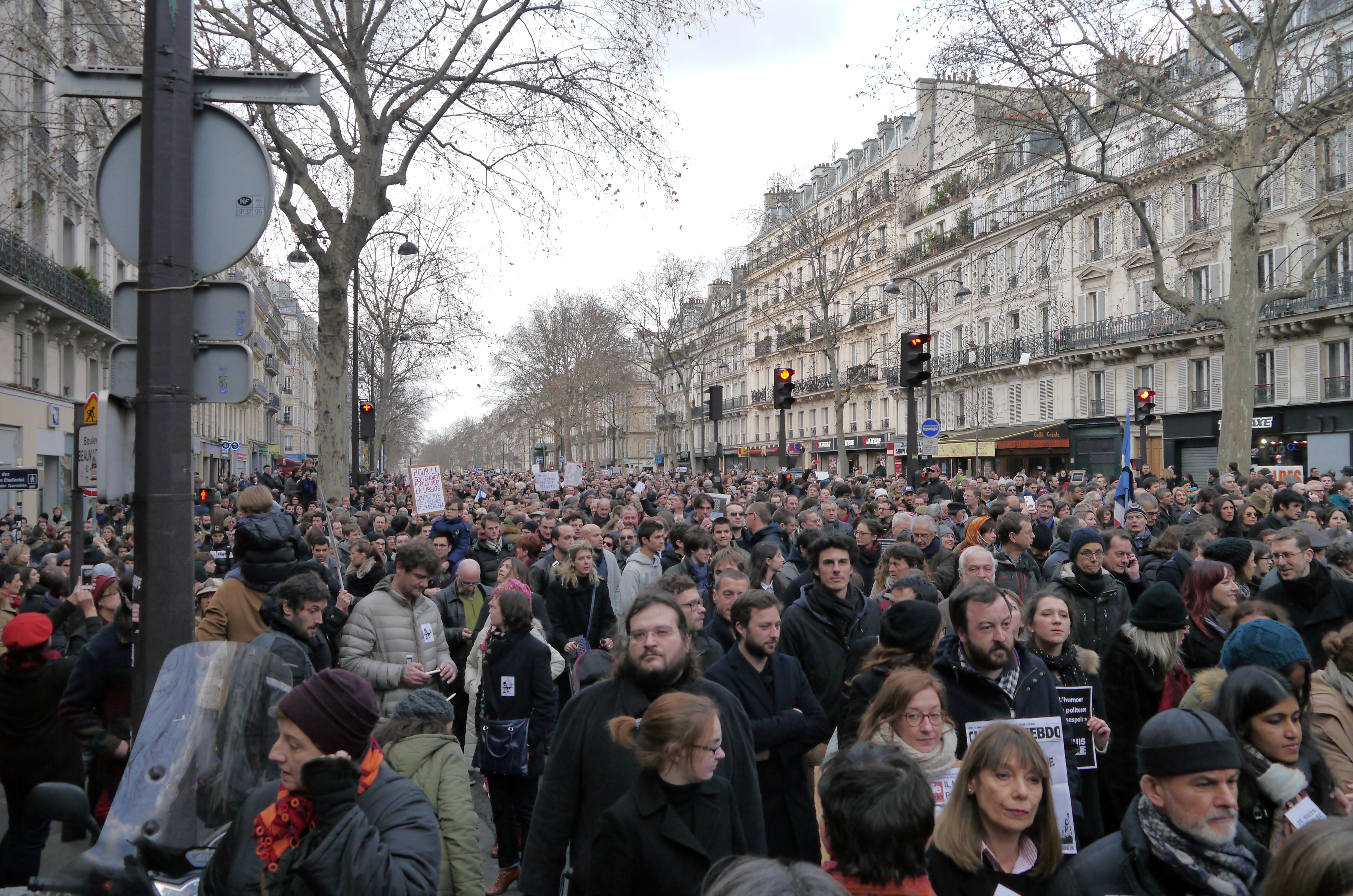
Париж
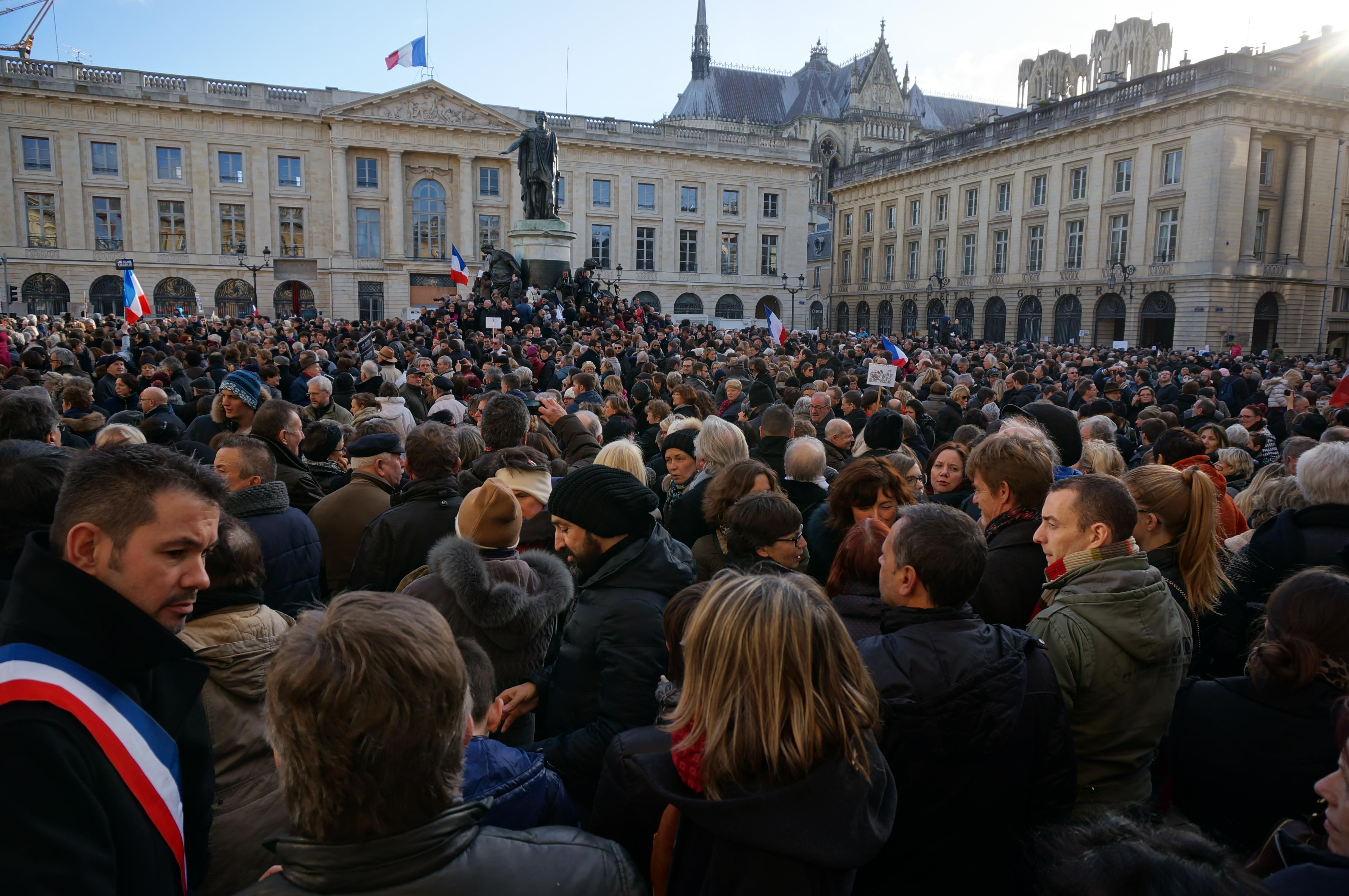
Реймс
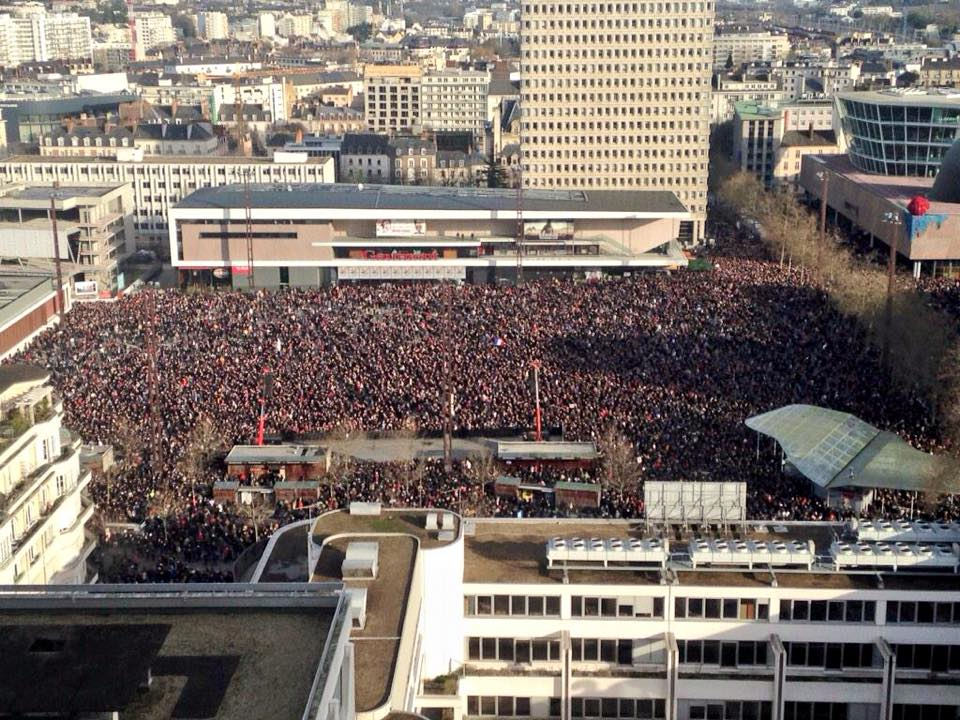
Ренн
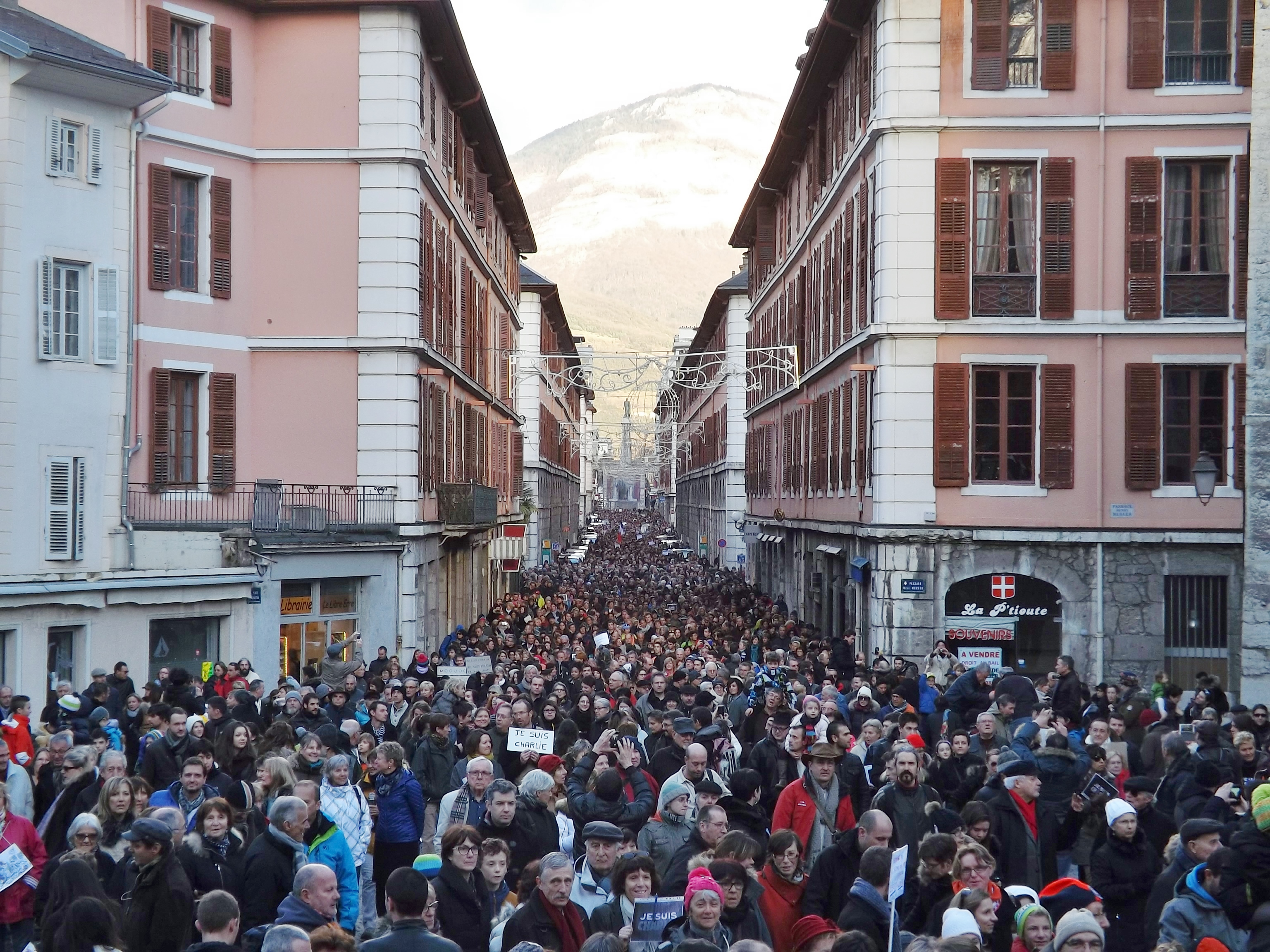
Шамбері
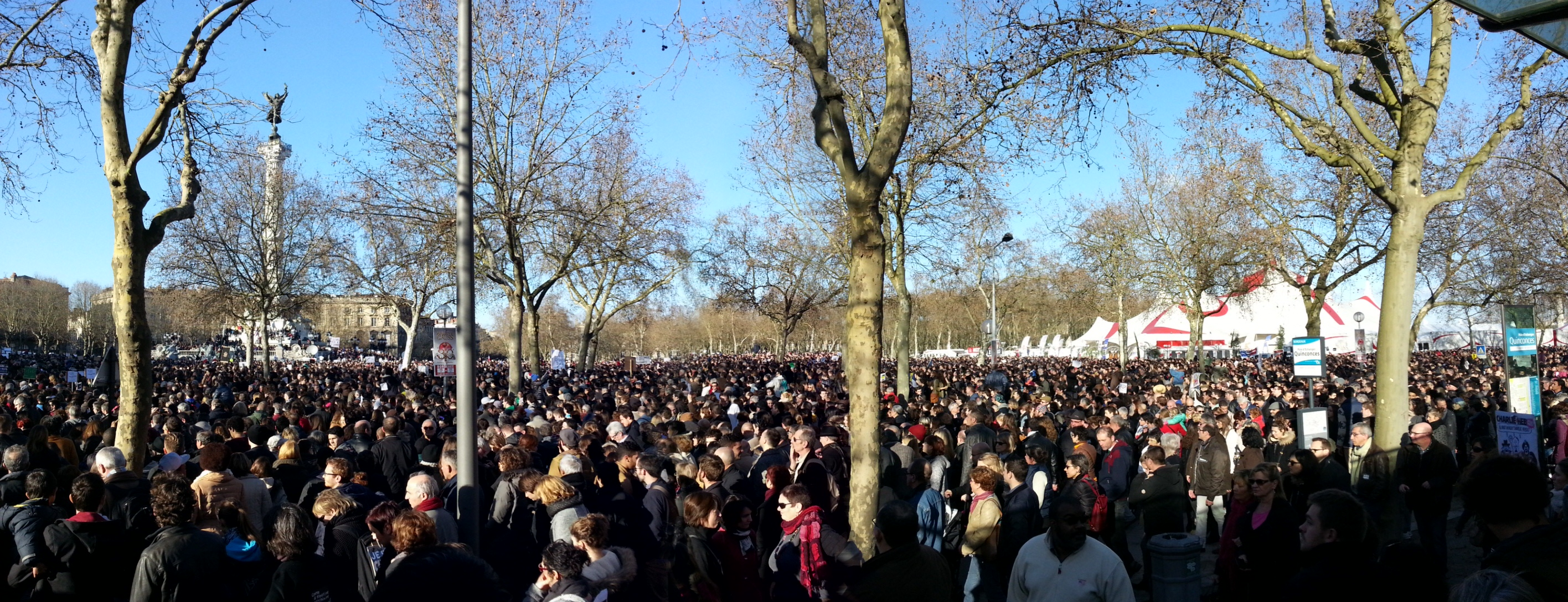
Бордо

- Париж: 1 500 000-2 000 000
- Ліон: 330 000
- Бордо: 140 000
- Ренн: 115 000
- Гренобль: 110 000[5]
- Монпельє: 100 000[6]
- Сент-Етьєн: 70 000
- Марсель: 65 000
- Брест: 65 000
- Нансі: 50 000
- Страсбург: 45 000
- Тулон: 45 000
- Анже: 45 000
- Мец: 45 000[7]
- Екс-ан-Прованс: 40 000
- Перпіньян: 40 000
- Тур: 35 000
- Діжон: 35 000
- Кан: 33 000
- Клермон-Ферран: 30 000
- Лор'ян: 30 000
- Нім: 30 000[8]
- Сен-Бріє: 30 000
- Реймс: 25 000
- Шербур: 25 000
- Мюлуз: 25 000
- Кемпер: 25 000
- Ангулем: 20 000
- Шамбері: 20 000
- Авіньйон: 20 000[9]
- Ванн: 20 000
- Альбі: 16 000
- Алансон: 15 000
- Бастія: 15 000
- Бург-ан-Бресс: 15 000
- Блуа: 15 000
- Каркассонн: 15 000
- Ла-Рошель: 15 000
- Лаваль: 15 000
- Макон: 15 000
- Періге: 15 000
- Пуатьє: 15 000
- Сен-Мало: 15 000
- Тарб: 14 000
- Бельфор: 13 000[10]
- Коньяк: 11 000
- Шарлевіль-Мезьєр: 12 000
- Труа: 12 000
- Аяччо: 10 000
- Канни: 10 000
- Бержерак: 10 000
- Тюль: 10 000
- Кольмар: 10 000[11][12]
- Ферне-Вольтер: 10 000
- Лібурн: 10 000
- Даммартен-ан-Гоель: 10 000
- Нарбонн: 10 000

#### Міжнародні

Марші Республіки у світі, 11 січня 2015
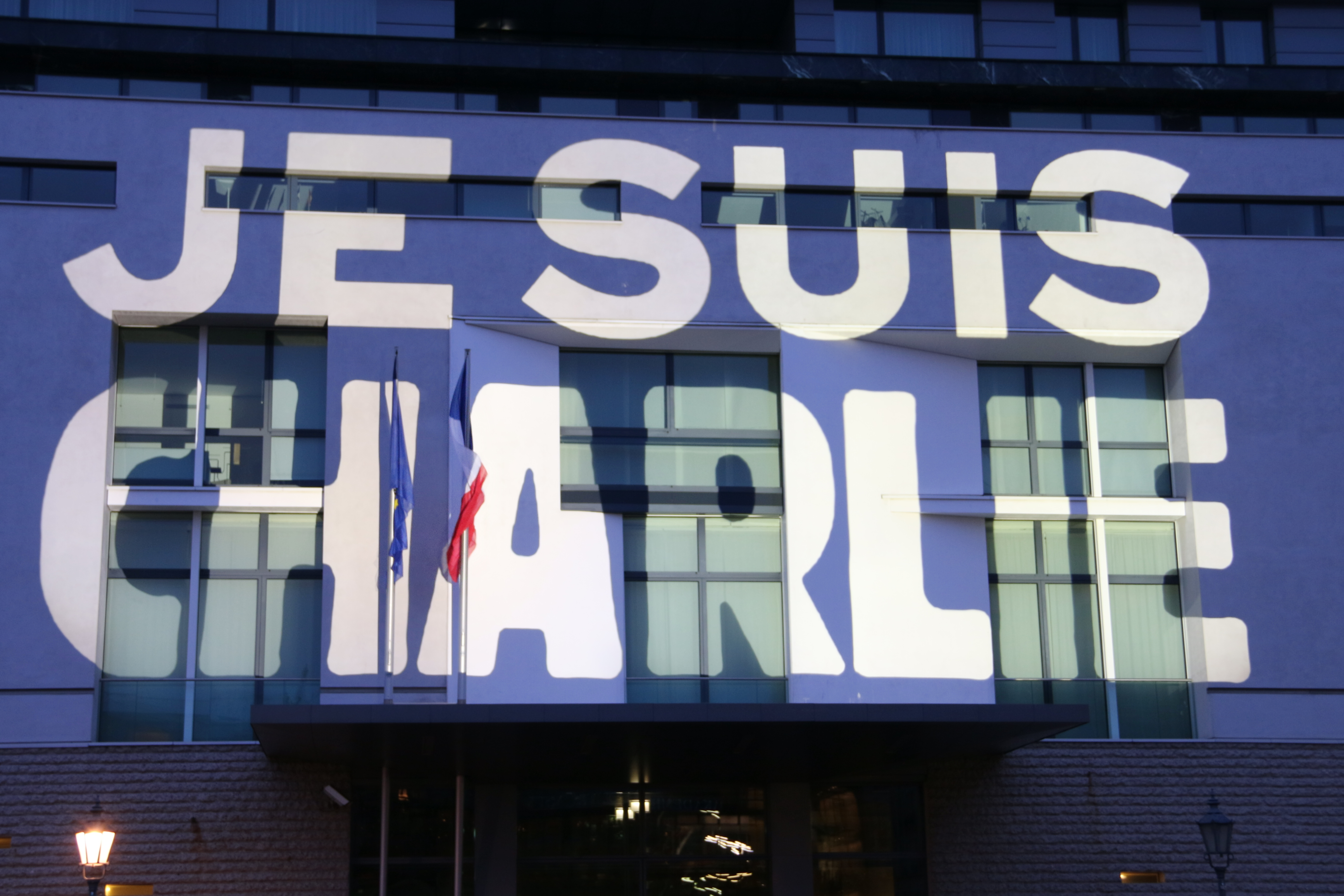
Посольство Франції, Берлін
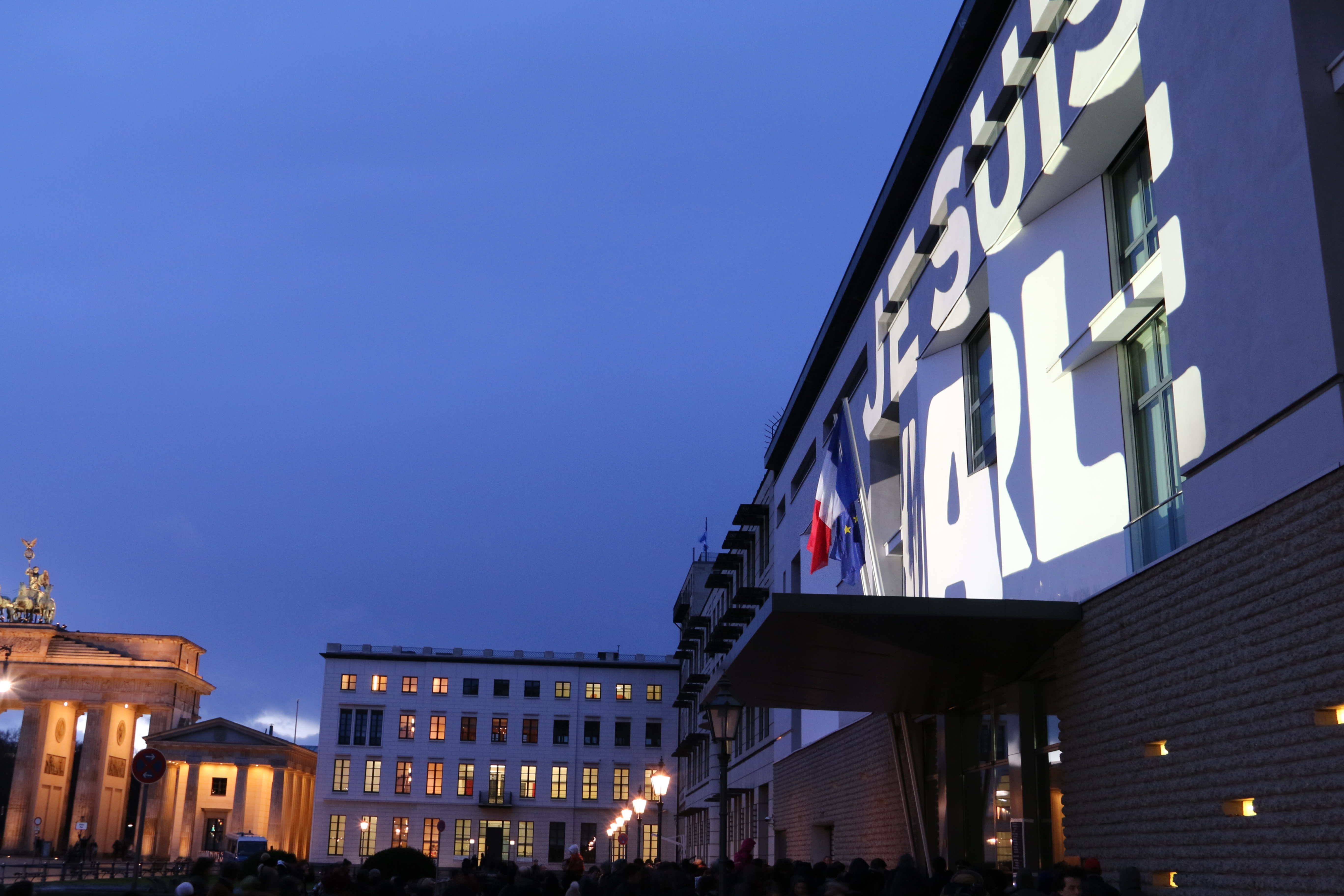
Посольство Франції, недалеко від Бранденбурзьких воріт, Берлін
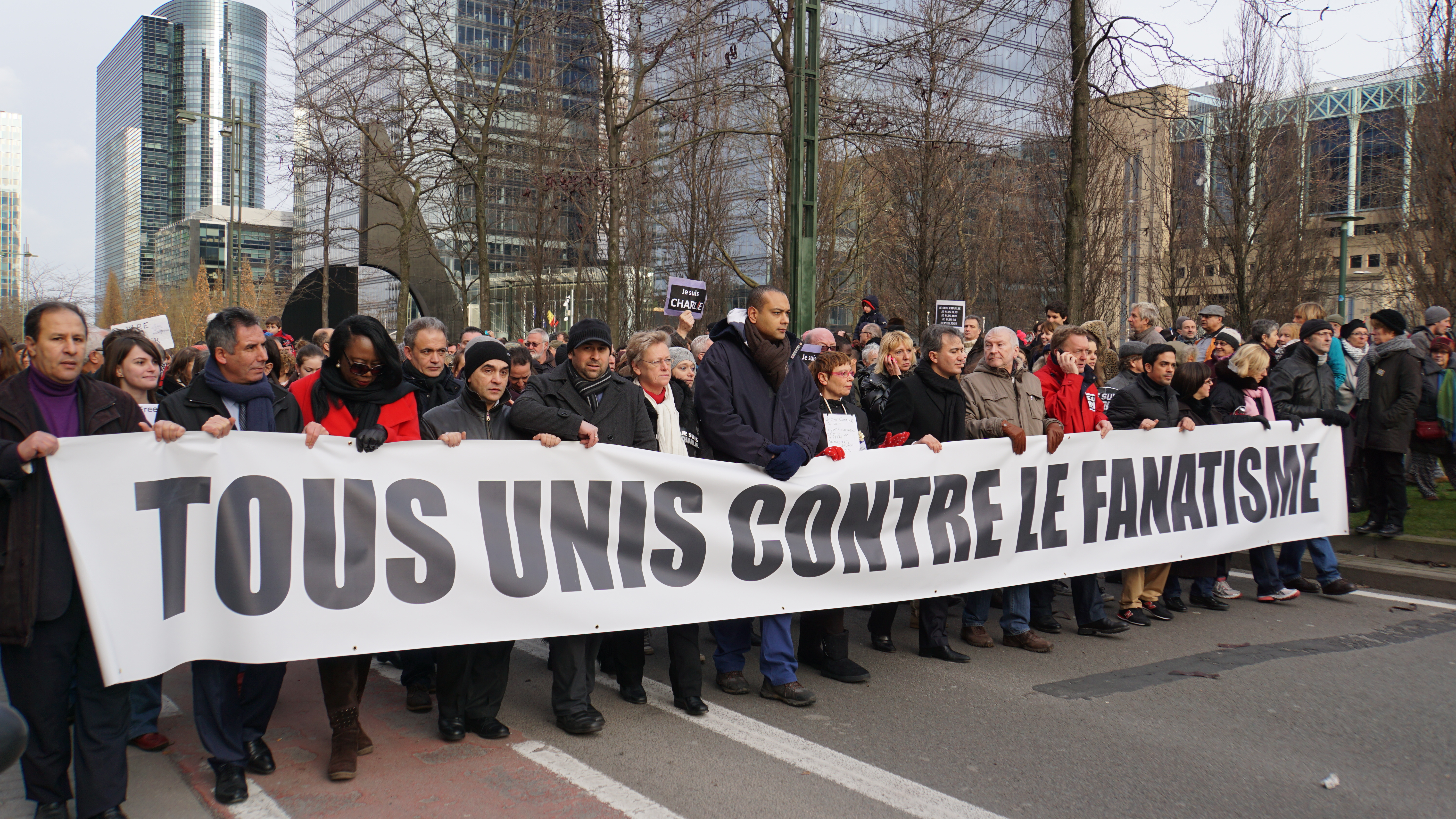
Брюссель, Бельгія

- Буенос-Айрес: 1000[13]
- Сідней: 500-1 000
- Мельбурн:
- Відень: 12 000
- Брюссель: 20 000
- Бразиліа: 300[14]
- Ріо-де-Жанейро: 250[15]
- Сан-Паулу: 300[16]
- Бужумбура: 300
- Монреаль: 25 000
- Оттава: 500
- Квебек: 2 000
- Торонто: 500
- Ванкувер: 1 000
- Ларнака
- Гельсінкі
- Тбілісі[17]
- Берлін: 18 000
- Бонн: 1500[18]
- Дюссельдорф
- Ганновер: 300[19]
- Мюнхен: 3 000
- Афіни: 500
- Салоніки: 500
- Джакарта
- Тегеран
- Корк
- Дублін: 4 000
- Єрусалим: 1000
- Тель-Авів
- Болонья
- Мілан
- Піза
- Рим
- Венеція
- Токіо
- Бейрут
- Люксембург: 2 000
- Валлетта
- Гвадалахара
- Осло: 500
- Газа[20]
- Рамалла[21]
- Варшава
- Лісабон
- Порту
- Клуж-Напока: 500[22]
- Москва
- Кейптаун
- Сеул
- Мадрид: 500-1 000
- Гетеборг
- Стокгольм: 3 000
- Женева: 500
- Лозанна: 2 000
- Тайбей
- Бангкок:500
- Паттая:30
- Туніс
- Анкара[23]
- Стамбул[24]
- Ізмір[25]
- Бірмінгем
- Кембридж
- Кардіфф: 1000[26]
- Единбург
- Лондон: 2 000
- Харків[27]
- Київ[28]
- Чикаго
- Нью-Йорк
- Сан-Франциско: 2000[29]
- Бостон: 500
- Вашингтон: 3 000
- Хошимін

## Відомі учасники

### Франція
- П'єр Arditi (Актор)
- Мартін Обрі (Мер Лілля)
- Жан-Марк Айро (Колишній Прем'єр-міністр)
- Едуард Balladur (Колишній Прем'єр-міністр)
- Клод Бартолон (Президент Національної Асамблеї)
- Франсуа Байру (Лідер Демократичного руху (Франція))
- Тахар Бен Джелун (Франко-марокканський письменник)
- Лоран Бергер (секретар Профспілки ФДКТ)
- Далі Бакр (Президент Французької ради мусульманського віросповідання та ректор Паризької соборної мечеті)
- Жан-Крістоф Камбаделіс (Перший секретар французької соціалістичної партії)
- Сорж Шаландон (письменник)
- Едіт Крессон (Колишній Прем'єр-міністр)
- Роджер Цукерман (Президент Представник Ради французьких єврейських організацій)
- Жан-Луї Дебре (Президент Конституційна рада Франції)
- Паскаль Деланое (єпископ Сен-Дені та представник французького Архієрейського Собору)
- Бертран Деланое (Колишній Мер Парижа)
- Жан-Поль Дельвойе (Президент Французької Економічної та Соціальної Ради)
- Арлем Дезір (держсекретар США у справах Європи)
- Домінік де Вільпен (Колишній Прем'єр-міністр)
- Франсуа Фійон (Колишній Прем'єр-міністр)
- Керолайн Форест (Письменник, політолог, колишній кореспондент Charlie Hebdo)
- Анн Ідальго (Мер Парижа)
- Франсуа Олланд (Президент Франції)
- Ален Жюппе (Колишній Прем'єр-міністр)
- Ліонель Жоспен (Колишній Прем'єр-міністр)
- Патрік Карам (Голова Представництва Ради Французькі заморські території)
- Наталі Косцюшко-Морізе (Представник Союзу за Народний рух)
- Жан-Крістоф Лагард (лідер Союз демократів та незалежних)
- Джек Ланг (Президент арабського інституту та колишній міністр освіти та культури)
- Жерар Ларше (Президент Сенату Франції)
- П'єр Леметр (письменник)
- Моче Левін (Виконавчий директор Конференція європейських рабинів)
- Стефан Лісснер (Директор Paris Opera)
- Річард Малка (Адвокат Charlie Hebdo, автор коміксів)
- Жан-Люк Меланшон (Лідер Лівий бік)
- Фредерік Міттеран (Колишній Міністр культури, письменник, журналіст)
- Мохаммед Муссауї (Президент французької Ради мусульманської віри)
- Патрік Пеллуа (лікар швидкої допомоги, кореспондент Charlie Hebdo)
- Жан-П'єр Раффарен (Колишній Прем'єр-міністр)
- Жан-Мішель Ріб (Директор Театр дю Ронд-Пойнт)
- Мішель Рокар (Колишній Прем'єр-міністр)
- Сеголен Руаяль (Міністр екології, сталого розвитку та енергетики)
- Ерік Руф (Директор Комеді-Франсез)
- Ніколя Саркозі (Колишній Президент Франції)
- Мішель Сапен (Міністр фінансів)
- Ерік-Еммануель Шмітт (письменник)
- Крістіан Тобіра (Міністр юстиції)
- Філіп Валь (Журналіст, колишній редактор Charlie Hebdo)
- Мануель Вальс (Прем'єр-міністр)

### Міжнародні учасники
Європа
Америка
- Хосе Бустані (Посол Бразилії у Франції)
- Стівен Блені (Міністр громадської безпеки Канади)
- Джейн Д. Хартлі (Посол США у Франції)[40]
- Вікторія Нуланд (Помічник держсекретаря США у справах Європи та Євразії)[41]

Азія
- Біньямін Нетаньягу (Прем'єр-міністр Ізраїль)
- Абдалла II (Король Йорданії) і його дружина, Королева Йорданії Ранія
- Джебран Бассіл (Міністр закордонних справ справ Лівану)
- Абдулла бін Заїд Аль-Нахайян (Міністр закордонних справ ОАЕ)
- Махмуд Аббас (Президент Держави Палестина)
- Чжай Цзюнь (Посол Китаю у Франції)[42]
- Арун Сінгх (Посол Індії у Франції)[43]

Африка
- Рамтан Ламамра (Міністр закордонних справ Алжиру)[44]
- Яї Боні (президент Беніну)
- Алі Бонго (Президент Габону)
- Ібрагім Бубакар Кеїта (Президент Малі)
- Мамаду Іссуфу (Президент Нігера)
- Мехді Джомаа (прем'єр-міністр Тунісу)
- Фор Гнассінгбе (Президент Того)[45]
- Роберт Дуссі (Міністр закордонних справ Того)
- Макі Салл (президент Сенегалу)
- Самех Шукрі (Міністр закордонних справ Єгипту)

Установи
- Єнс Столтенберг (Генеральний секретар НАТО)
- Турбйорн Ягланд (Генеральний секретар Ради Європи)
- Дональд Туск (Голова Європейської ради)
- Жан-Клод Юнкер (Голова Європейської комісії)
- Мартін Шульц (Голова Європейського парламенту)
- Федеріка Могеріні (Верховний представник ЄС із закордонних справ та політики безпеки/Віце-президент Європейської ради)
- Мікаель Жан (Генеральний секретар франкомовних країн)
- Ліга арабських держав Набіль Ель-Арабі (Генеральний секретар Ліги арабських держав)
- Гай Райдер (Керівник Міжнародної організації праці)